# John Porter (hokeista)
John Chester „Red” Porter (ur. 21 stycznia 1904 w Beckwith, zm. 6 sierpnia 1997 w Toronto) – kanadyjski hokeista, obrońca. Złoty medalista Zimowych Igrzysk Olimpijskich w Sankt Moritz. W 1928 roku został członkiem drużyny University of Toronto Grads.